# Powiat brodnicki

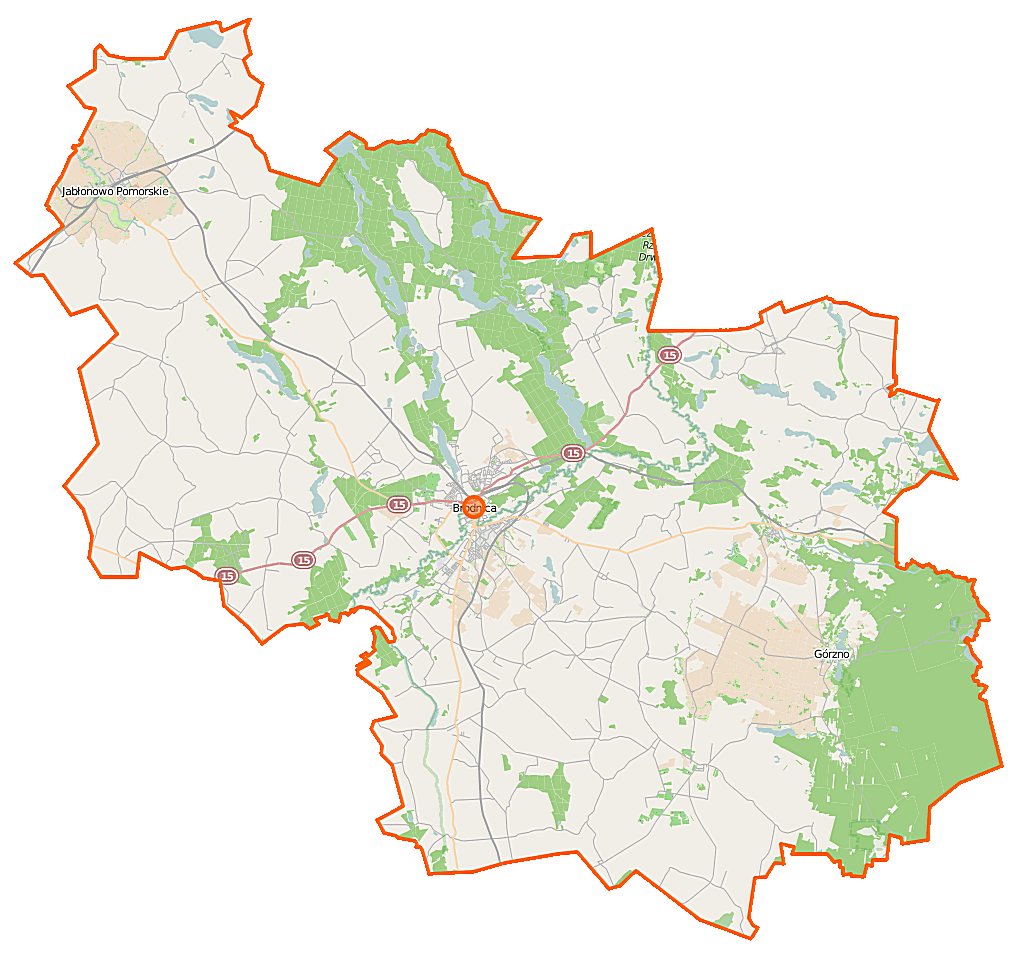
Mapa powiatu

Powiat brodnicki – powiat w Polsce (województwo kujawsko-pomorskie), utworzony w 1999 roku w ramach reformy administracyjnej. Jego siedzibą jest miasto Brodnica.
Znajduje się wśród 19 powiatów ziemskich województwa kujawsko-pomorskiego na miejscach:
- Powierzchnia – 8. miejsce
- Ludność – 7. miejsce
- Gęstość zaludnienia – 6. miejsce

## Podział administracyjny
- gminy miejskie: Brodnica
- gminy miejsko-wiejskie: Górzno, Jabłonowo Pomorskie
- gminy wiejskie: Bartniczka[3], Bobrowo, Brodnica, Brzozie, Osiek, Świedziebnia, Zbiczno
- miasta: Brodnica, Górzno, Jabłonowo Pomorskie

## Demografia
Liczba ludności (dane z 30 czerwca 2005):
|        | Ogółem | Ogółem | Kobiety | Kobiety | Mężczyźni | Mężczyźni |
| osób   | %      | osób   | %       | osób    | %         |           |
| ------ | ------ | ------ | ------- | ------- | --------- | --------- |
| Ogółem | 74 999 | 100    | 38 050  | 50,73   | 36 949    | 49,27     |
| Miasto | 32 521 | 43,36  | 17 033  | 22,71   | 15 488    | 20,65     |
| Wieś   | 42 478 | 56,64  | 21 017  | 28,02   | 21 461    | 28,62     |

▶Wieś vs ▶miasto
Ogółem (▶k, ▶m)
Miasto (▶k, ▶m)
Wieś (▶k, ▶m)
Według danych 2009 roku powiat brodnicki zamieszkiwało 75 579 osób. W 2010 roku liczba mieszkańców powiatu wzrosła do 75 831 osób. Natomiast według danych z 31 grudnia 2019 roku powiat zamieszkiwało 79 097 osób.
Według danych z 30 czerwca 2020 roku powiat zamieszkiwało 79 129 osób.

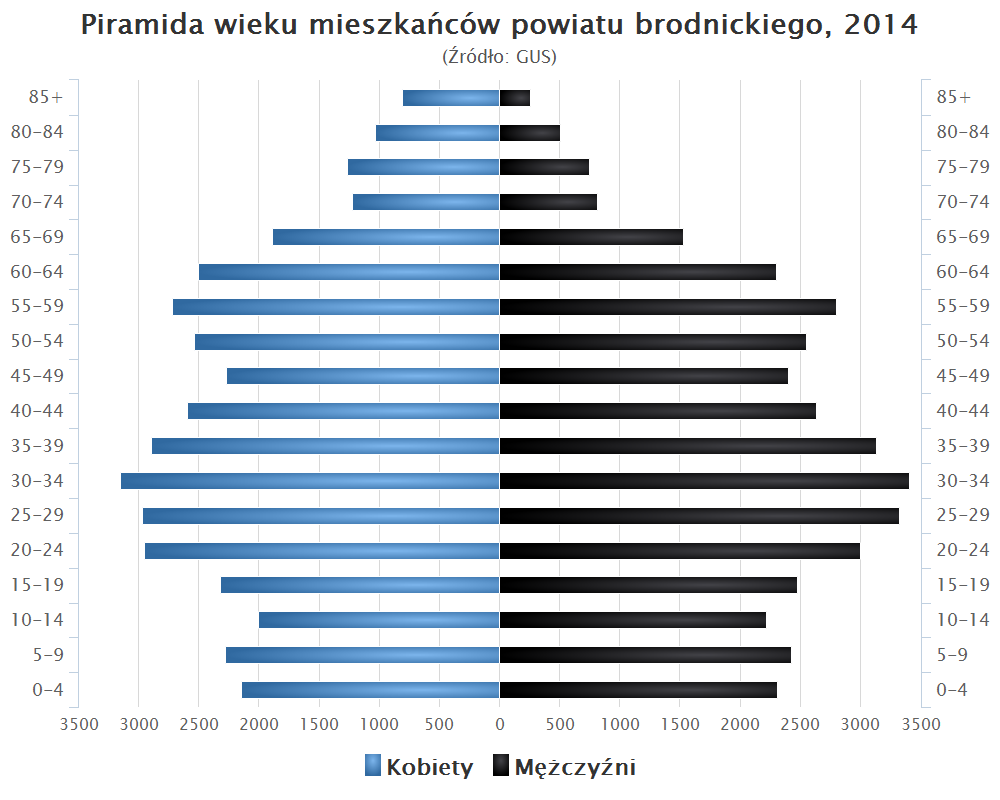
Piramida wieku mieszkańców powiatu brodnickiego w 2014 roku

## Zabytki
Najważniejsze zabytki:
- kościół św. Katarzyny w Brodnicy

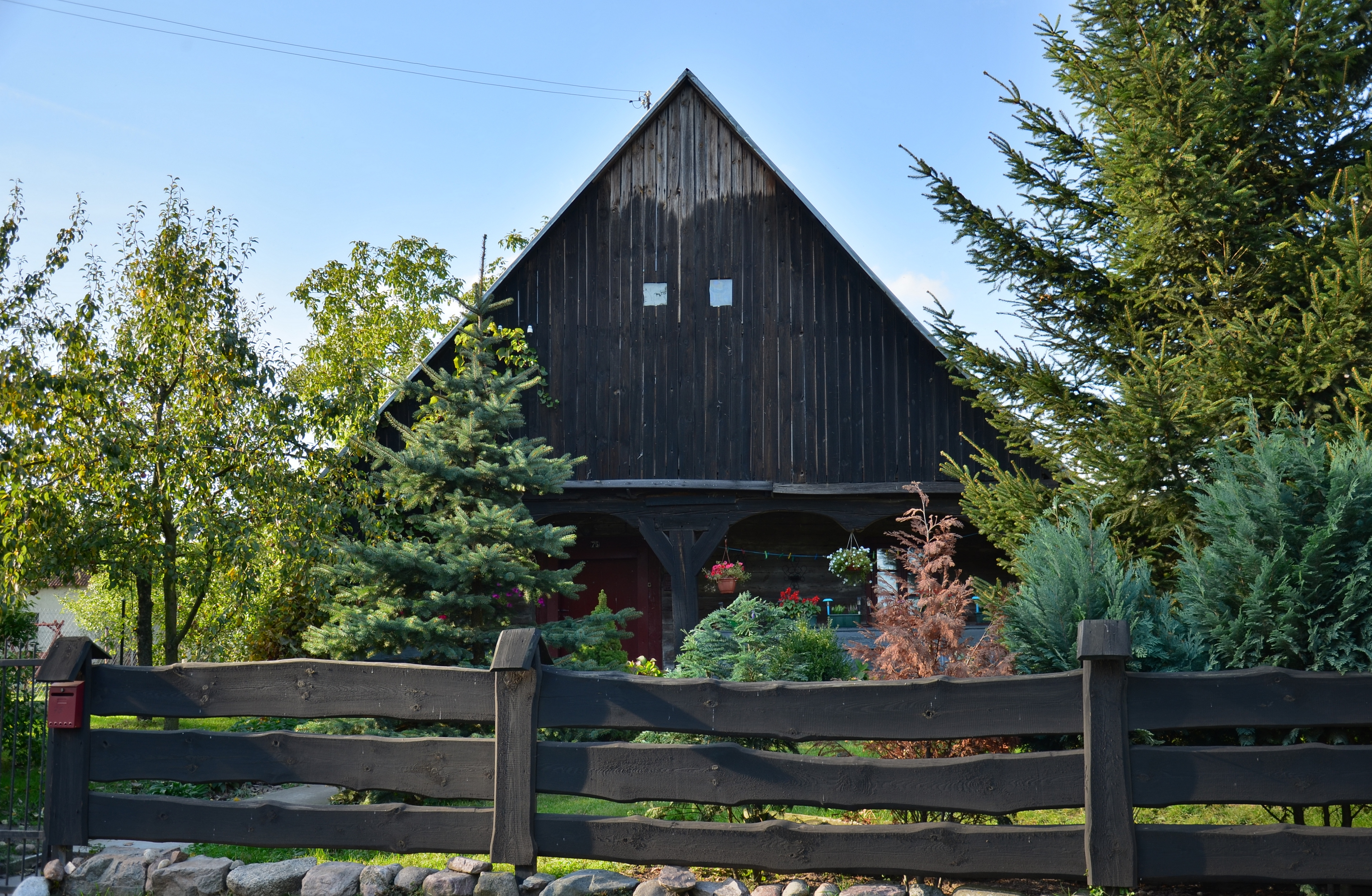
Chata podcieniowa w Szczuce z XVII wieku.

- ruiny zamku krzyżackiego w Brodnicy
- Brama Chełmińska w Brodnicy
- Wieża Mazurska w Brodnicy
- Pałac Anny Wazówny w Brodnicy
- barokowy zespół poreformacki w Brodnicy
- Pałac Narzymskich w Jabłonowie Pomorskim (proj. F.A. Stüler)
- Chata podcieniowa w Szczuce z XVII wieku.
- Kościół św. Marcina z 1752 roku  (Parafia św. Marcina w Grążawach) w Grążawach

## Gospodarka
Główne sektory gospodarki na terenie powiatu to budownictwo, przemysł rolno – spożywczy, mleczarski, cukierniczy, mięsny, odzieżowy, meblarski, motoryzacyjny, obróbki papieru, materiałów opatrunkowych.
We wrześniu 2019 r. wskaźnik bezrobocia rejestrowanego w powiecie brodnickim wynosił 6,5%.

## Transport

### Transport drogowy

#### Drogi krajowe
- 15 (Trzebnica – Gniezno – Toruń – Brodnica – Ostróda)

#### Drogi wojewódzkie
- 544 (Brodnica – Lidzbark 541 – Działdowo 542 – Mława 7 – Przasnysz 57 – Ostrołęka)
- 560 (Brodnica – Rypin – Sierpc 10 – Bielsk 60
- 543 (Paparzyn 55 – Radzyń Chełmiński 534 – Jabłonowo Pomorskie – Tywola 15

### Transport kolejowy
- 353 (Poznań Wschód – Toruń Główny – Jabłonowo Pomorskie – Olsztyn Główny – Żeleznodorożnyj)
- 208 (Działdowo – Brodnica – Jabłonowo Pomorskie – Grudziądz – Laskowice Pomorskie – Chojnice)
- 33 (Kutno – Płock – Sierpc – Rypin – Brodnica)

## Sąsiednie powiaty
- kujawsko-pomorskie: powiat grudziądzki, powiat wąbrzeski, powiat golubsko-dobrzyński, powiat rypiński
- mazowieckie: powiat żuromiński
- warmińsko-mazurskie: powiat działdowski, powiat nowomiejski

## Przyroda
W północnej części znajdują się pojezierza Chełmińskie i Brodnickie, na południu Dobrzyńskie; główną rzeką powiatu jest Drwęca z obszarem specjalnej ochrony ptaków Bagienna Dolina Drwęcy.

## Starostowie brodniccy
Na podstawie źródła:
- Leonard Kowalski (1 stycznia 1999 – 20 listopada 2002)
- Waldemar Gęsicki (20 listopada 2002 – 1 grudnia 2010)
- Piotr Boiński (1 grudnia 2010 – 2 maja 2024)
- Paweł Szramka (2 maja 2024 – nadal)